# Sur les chats
Sur les chats est une nouvelle de Guy de Maupassant, parue en 1886.

## Historique
Sur les chats est une nouvelle initialement publiée dans le quotidien Gil Blas du 9 février 1886, puis dans le recueil  La Petite Roque.

## Résumé
Dans cette chronique, Maupassant décrit et explique ses rapports quotidiens avec les chats.

## Éditions
- Gil Blas, 1886
- La Petite Roque, recueil paru en 1886 chez l'éditeur Victor Havard.
- Maupassant, Contes et Nouvelles, tome II, texte établi et annoté par Louis Forestier, éditions Gallimard, Bibliothèque de la Pléiade, 1979.

## Lire
Lien vers la version de  Sur les chats dans le recueil La Petite Roque 